# La Cadillac de Dolan (film)
Pour plus de détails, voir Fiche technique et Distribution.
La Cadillac de Dolan (Dolan's Cadillac) est un film canadien réalisé par Jeff Beesley, sorti en 2009 en direct-to-video, et adapté de la nouvelle La Cadillac de Dolan de Stephen King.

## Synopsis
Lors d'une balade à cheval dans le désert, Elizabeth Robinson est témoin d'un meurtre commis par le gangster de Las Vegas Jimmy Dolan, qui trempe dans le trafic d'êtres humains, et parvient à échapper à ses hommes de main. Elle laisse néanmoins tomber son téléphone portable et, peu de temps après, trouve chez elle un cadavre aux lèvres scellées, message destiné à lui intimer de garder le silence. Avec son mari, le professeur d'histoire Tom Robinson, elle va néanmoins voir les autorités, et l'agent Fletcher met en place pour elle le programme de protection des témoins. Mais, peu après, Elizabeth meurt dans l'explosion de sa voiture alors qu'elle avait quitté le lieu bien protégé où elle vivait avec son mari en attendant l'arrestation de Dolan pour aller acheter un test de grossesse.
Tom Robinson jure de se venger de Dolan, achète un pistolet et commence à le suivre dans ses déplacements afin de trouver une occasion de le tuer. Un soir, alors qu'il est sur le point de passer à l'acte, des gangsters rivaux en affaires de Dolan criblent sa Cadillac de balles mais le véhicule est à l'épreuve des balles et Dolan et son garde du corps les tuent tous. Robinson continue à suivre Dolan dans ses déplacements hebdomadaires entre Las Vegas et Los Angeles mais se fait repérer. Dolan et son garde du corps coincent Robinson dans des toilettes en bord de route et le passent à tabac. Dolan laisse Robinson en vie, certain qu'il n'aura ni le courage de s'attaquer à lui, ni celui de se suicider pour mettre fin à ses tourments.
Robinson se fait alors engager dans une entreprise de travaux publics pour un chantier de réfection sur la route que Dolan prend toutes les semaines avec sa Cadillac. Ce travail physique dans la chaleur du désert est très dur mais Robinson réussit à tenir le coup à la grande surprise du contremaître du chantier. Profitant d'un week-end prolongé, Robinson met son plan à exécution en creusant un grand trou sur la route, juste assez large pour la Cadillac, qu'il recouvre d'une imitation de bitume, et en enlevant la signalisation de déviation lorsqu'il voit arriver la Cadillac à l'horizon.
Le véhicule tombe dans la fosse, le chauffeur étant tué sur le coup alors que le garde du corps de Dolan a la jambe cassée. Dolan, incapable d'ouvrir la portière de plus de quelques centimètres, est piégé à l'intérieur. Lassé par les gémissements de douleur de son garde du corps, il l'abat rapidement. Robinson signale sa présence, se faisant d'abord passer pour un bon samaritain avant de dévoiler sa véritable identité à Dolan. Il commence à combler la fosse avec de la terre pour enterrer vivant le truand, qui commence à le supplier et à lui promettre la fortune s'il le laisse partir. Plus tard, Dolan surprend Robinson en faisant irruption par la trappe du toit de la Cadillac mais Robinson réussit à la condamner. Dolan reprend ses supplications et essaie aussi de faire appel à son sens moral en lui affirmant que ce crime le ravalera à son niveau et le hantera toujours mais Robinson ne fléchit pas. Il finit de combler le trou avec du béton au milieu des hurlements de Dolan. Juste après, l'agent Fletcher l'appelle pour l'informer que la justice a désormais assez de preuves pour faire emprisonner Dolan. Robinson se couche sur la route au-dessus du trou et éclate d'un rire hystérique.

## Fiche technique
- Titre : La Cadillac de Dolan
- Titre original : Dolan's Cadillac
- Réalisation : Jeff Beesley
- Scénario : Richard Dooling, d'après la nouvelle éponyme de Stephen King
- Décors : Sara McCudden
- Costumes : Cathy McComb
- Photographie : Gerald Packer
- Montage : Daryl K. Davis
- Musique : James Mark Stewart
- Production : Stephen Onda, Alain Gagnon et Rhonda Baker
- Société de production : Minds Eye Entertainment
- Budget : 9 000 000 $[1]
- Pays de production : Canada
- Langue : anglais
- Format : Couleur - 2,35:1 - 35 mm - Dolby Digital
- Genre : Thriller
- Durée : 89 minutes
- Dates de sortie[2] : 
  - Festival international du film d'Oldenbourg : 17 septembre 2009
  - France : 20 janvier 2010 (DVD)[3]
  - Canada : 6 avril 2010 (DVD)

## Distribution
- Wes Bentley : Tom Robinson
- Christian Slater (VF : Philippe Allard) : Jimmy Dolan
- Emmanuelle Vaugier : Elizabeth Robinson
- Greg Bryk : Chief, le garde du corps
- Aidan Devine : Roman
- Al Sapienza (VF : Franck Dacquin) : Fletcher
- Karen LeBlanc : Delta
- Cory Generoux : Pedro
- Vivian Ng : Jun Li
- Patrick Bird : José
- Eugene Clark : Tink

## Production
Le projet d'adaptation date du début des années 2000. Stacy Title est chargée à la fois du scénario et de la réalisation alors que Kevin Bacon et Sylvester Stallone donnent leur accord pour interpréter respectivement les rôles de Robinson et de Dolan. Cependant, les deux acteurs renoncent lorsque le tournage est repoussé de 2001 à 2002 et le projet s'enlise après la faillite de Franchise Pictures, l'une des sociétés coproductrices. Stacy Title s'accroche au projet, Freddie Prinze Jr. et Gabriel Byrne étant un temps annoncés dans les deux rôles principaux, mais finit par renoncer à son tour.
Le projet est relancé en février 2007 avec de nouveaux partenaires financiers. Érik Canuel est engagé pour la réalisation mais démissionne à la suite d'une réduction du budget du film, lequel passe de 12 à 9 millions de dollars. Annoncé dans le rôle de Dolan, Dennis Hopper est remplacé par Christian Slater. Jeff Beesley prend donc le relais et mène la réalisation à son terme d'après un scénario de Richard Dooling, coscénariste et conseiller médical de la série Kingdom Hospital. Le scénario ajoute un élément de trafic d'êtres humains qui n'était pas présent dans la nouvelle. Le tournage commence en mai 2008 à Regina et Moose Jaw, dans la province canadienne de Saskatchewan, et se termine mi-juillet à Las Vegas. N'ayant pas trouvé de distributeur en Amérique du Nord, le film sort directement en DVD dans la plupart des pays.

## Accueil critique
Parmi les critiques positives, Marc Toullec, de Mad Movies, évoque « une adaptation plutôt satisfaisante qui pimente les relations entre Dolan et Robinson en introduisant des faits inédits ». Le site Horreur.net lui donne 7,5/10, estimant que le scénario parvient « à garder la substance de l'histoire mais aussi à l'agrémenter et à l'étoffer de manière très intéressante », que Christian Slater « offre une prestation de haute volée » et que le film « est à placer dans le haut du panier des adaptations de Stephen King ». Pour L'Écran fantastique, c'est un « thriller très soigné, à la mise en scène racée et à la photographie somptueuse », mais néanmoins parasité par une voix off « inutile ».
Du côté des critiques négatives, le site Cinemafantastique.net lui donne 2 étoiles sur 5, affirmant que la nouvelle est transposée à l'écran « sans magie aucune » et que le film « possède tous les inconvénients d’une mauvaise pièce : interminables dialogues, fixisme de la mise en scène, champ de l’action restreint ». Dans son livre, Scott Von Doviak estime que les interprétations des deux acteurs principaux ne sont pas convaincantes et que la mise en place du piège qui constitue le cœur de la nouvelle est réduit à « un bref montage moyennement cohérent ».